# Tanque Mal-Assombrado
O Tanque Mal-Assombrado é uma série de quadrinhos de guerra da DC Comics, publicada na revista de antologia G.I. Combat de 1961 até 1987. Criada pelo editor e escritor Robert Kanigher e o artista Russ Heath em G.I. Combat #87 (maio de 1961).
As aventuras mostram o fantasma de um oficial confederado da Guerra Civil Americana, o general J.E.B. Stuart, enviado pelo espírito de Alexandre Magno para atuar como um guardião de dois homônimos, o tenente Jeb Stuart (chamado nas primeiras histórias de Jeb Stuart Smith) e o Tanque M3 Stuart, comandado por Jeb.
"O Tanque Mal-Assombrado" foi a segunda maior série da revista G.I. Combat. A primeira foi a do Sargento Rock. As histórias foram publicadas no Brasil pela EBAL.

## Personagens principais
Na história que conta a origem dos personagens (G.I. Combat #114) é revelado que na primeira aparição do fantasma do general, Jeb era um sargento do Exército dos Estados Unidos que comandava o Tanque Stuart na Campanha dos Aliados no Norte da África. Jeb e seus homens eram amigos de infância que tinham sido voluntários para lutar na cavalaria quando a Segunda Guerra Mundial começou. A tripulação original do tanque tinha Jeb como o comandante; Arch Asher, o municiador; Rick Rawlins, artilheiro e Slim Stryker, piloto.
O fantasma do general inicialmente não cuidava dos homônimos, mas surgiu ao se impressionar com o espírito de luta de Jeb e seus homens. Em honra do fantasma, Jeb instalou uma bandeira confederada em seu tanque. Jeb é o único que consegue ver e ouvir o fantasma do general. Seus companheiros acham que ele é louco mas continuam a seguir sua liderança e sua conhecida perícia em estratégia de combate (que ele consegue ao ouvir do fantasma "pistas" dos eventos futuros) que raramente falha nas missões.
O Tanque Mal-Assombrado lutou da África até a Europa, com a tripulação a bordo de vários tanques M3. Quando o último dos M3 foi destruído, a tripulação recuperou peças de um "cemitério de tanques" e construiram eles próprios um novo tanque, apelidado de "Jigsaw Tank" (G.I. Combat #150).
Depois de uma desastrosa missão para resgatar o filho do oficial comandante General Norton de um campo de prisioneiros alemão (inspirado no incidente da Força-tarefa Baum), a tripulação do Tanque Mal-Assombrado se viu aprisionada atrás das linhas inimigas e passaram-se muitas edições da revista até que conseguissem voltar para seu campo. Nesse período eles resgataram o soldado afro-americano Gus Gray, um fugitivo do mesmo campo de prisioneiros da missão (G.I. Combat #160). Pouco tempo depois Arch morre numa explosão provocada por um tanque alemão suicida (G.I. Combat #162) e Gus o substitui na tripulação.
Com a guerra já bastante adiantada, Slim também morre em ação e o veterano Bill Craig o substitui (G.I. Combat #244). O filho de Craig, Eddie, também se junta à tripulação poucas revistas depois (G.I. Combat #251), assumindo a posição de municiador e ajudando Gus como um segundo artilheiro.
O Jigsaw Tank foi substituído por um Tanque M4 Sherman próximo do fim da Guerra. O fantasma do General William T. Sherman ajuda a tripulação uma vez, mas o General Stuart continua a vigiar a tripulação até o fim da Guerra.
O último número da revista G.I. Combat foi a #288 (março de 1987).

## Retornos apósG.I. Combat
Na revista Secret Origins #14 (1986), estrelado pelo Esquadrão Suicida, é revelado que Jeb Stuart foi promovido a General depois da Guerra, mas os demais membros da tripulação não são mencionados. A aventura mostra que Stuart se tornou o padrinho de Rick Flag, cujo pai havia liderado uma versão do Esquadrão durante a Segunda Guerra Mundial. Rick Flag liderou uma segunda e uma terceira versão do Esquadrão, com Stuart ajudando Amanda Waller na formação do terceiro Esquadrão durante os anos de 1980. O General Stuart aparece nas revistas Suicide Squad #49-#50 (1991), requisitando o Esquadrão para resgatar o filho de Flag, que fora sequestrado. Desde que Flag se mostrou uma identidade falsa implantada num soldado chamado Anthony Miller (Suicide Squad: Raise the Flag #1-#8), o verdadeiro papel de Stuart com Flag se tornou obscuro.
No Anual de 1990 de Rapina e Columba #1, o fantasma do general ajuda a dupla de heróis e os Titãs do Oeste a escaparem do Inferno e de uma equipe de supervilões condenados.
O Tanque e a tripulação original aparecem brevemente na revista de Etrigan, The Demon #46-#47, mas os nomes foram mudados inexplicavelmente para Arch Stanton, Rick Parsons e Slim Kilkenny. A tripulação e o Demônio lutam juntos para deter demônios nazistas que estão à solta no Texas. O Tanque Mal-Assombrado e a tripulação original aparecem no crossover de 1999 das revistas "Day of Judgment" e Anarky. Nessa história (Anarky #7), eles enfrentam forças demoníacas disfarçadas de vultos históricos.
Em Power Company #16-#18 (2003), Jeb Stuart fica entre a vida e a morte, transformando-se num espírito guia (assim como o antigo general) para sua neta, Tenente Jennifer Stuart. Jen Stuart opera um moderno tanque, o Cyber-Command Assault Vehicle, que assim se transforma num novo Tanque Mal-Assombrado. Jeb mais tarde se recupera.
O Tanque Mal-Assombrado aparece na mais recente versão da revista Tales of the Unexpected. Ele ajuda o Doutor Treze e outros heróis contra gorilas nazistas. O fantasma do general luta com espadas contra o fantasma do Capitão Fear.
O original Tanque Mal-Assombrado faz uma pequena participação especial na minissérie da Vertigo de 2008 Sgt. Rock: The Lost Battalion, ambientada em outubro de 1944, com Rick, Slim e Jeb (renomeado Jeb Stuart Smith uma vez mais). Arch ainda estava vivo e nesse ponto é dito que ele fora ferido e não mais aparece.
A revista em preto e branco de coletâneas "DC Showcase" de 2006, no volume Haunted Tank Volume One, república aventuras de 1961 a 1965. No volume dois de maio de 2008 são republicadas aventuras de 1966 to 1972.

## Outras versões
- O Tanque Mal-Assombrado retorna em 2008 em uma minissérie de cinco capítulos da Vertigo, escrita por Frank Marraffino e ilustrações de Henry Flint.[1][2] A nova série se passa durante a Invasão do Iraque e mostra o General se tornando o guardião de um tanque M1 Abrams, comandado pelo afro-americano Tenente Stuart.

## Adaptações
- O Major General Jeb Stuart e seu Tanque Mal-Assombrado aparecem também no 18º episódio da segunda temporada da série animada Batman: The Brave and the Bold.